# August Hirsch
August Hirsch (ursprungligen Aron Simon Hirsch), född 4 oktober 1817 i Danzig, Preussen, död 28 januari 1894 i Berlin, var en tysk läkare.
Hirsch studerade i Berlin och Leipzig och blev 1843 medicine doktor. Han bosatte sig 1844 som praktiserande läkare i Elbing, flyttade 1846 till Danzig och påbörjade där sina historisk-geografisk-patologiska studier, vars mest betydande frukt, Handbuch der historisch-geographischen Pathologie (1859–64, andra upplagan 1881–86), föranledde, att han 1863 kallades till medicine professor i Berlin. Där anförtroddes honom många viktiga uppdrag vid utbrott av epidemier; bland annat instiftades på hans och Max von Pettenkofers initiativ 1873 kolerakommissionen för Tyskland. Hirschs egna arbeten över koleran ledde till viktiga resultat vad gäller skyddet mot detsamma. 
Utöver nedanstående skrifter författade Hirsch en stor mängd mindre avhandlingar över läkekonstens historia. Han utgav även Justus Friedrich Karl Heckers arbeten över medeltidens stora folksjukdomar i ny bearbetning (1865) och redigerade från 1866, tillsammans med Rudolf Virchow, "Jahresbericht über die Fortschritte und Leistungen der Medizin".